# Franz Kanik
Franz Kanik (Wolin, 30. lipnja 1863. – Marianske Lazne, 18. ožujka 1931.) je bio austrougarski general i vojni zapovjednik. Tijekom Prvog svjetskog rata obnašao je dužnost načelnika pozadinskog odjela Glavnog stožera, te je zapovijedao X. korpusom na Istočnom bojištu.

## Vojna karijera
Franz Kanik je rođen 30. lipnja 1863. u Wolinu. Osnovnu školu pohađa u Winterbergu, nakon čega od 1877. pohađa vojnu kadetsku školu u Pragu koju završava 1881. godine. Od srpnja 1880. služi u 28. pješačkoj pukovniji, nakon čega je u prosincu 1882. premješten na službu u 88. pješačku pukovniju. U svibnju 1884. je promaknut u čin poručnika, dok od 1887. pohađa Ratnu školu u Beču koju završava 1889. godine. U međuvremenu je, u studenom 1888., unaprijeđen u čin natporučnika. U studenom 1889. raspoređen je u stožer vojnog zapovjedništva u Zadru i to do travnja 1890. kada je premješten na službu u stožer 2. brdske brigade smještene u Trebinju. U prosincu 1891. imenovan je načelnikom stožera 10. pješačke brigade sa sjedištem u Troppauu koju dužnost obnaša do travnja 1893. od kada služi u stožeru IX. korpusa. Te iste godine, u svibnju, promaknut je u čin satnika. Od svibnja 1895. radi kao kartograf u 22. vojnom odjelu za mape u Stanislavu, da bi potom od veljače 1896. bio raspoređen na službu u stožer zapovjedništva tvrđave Krakow. U studenom 1897. postaje zapovjednikom 6. satnije 88. pješačke pukovnije sa sjedištem u Pragu, dok od rujna 1898. zapovijeda 11. satnijom u istoj pukovniji. Od siječnja 1899. predaje kartografiju u Ratnoj školi u Beču i Glavnom stožeru. Te iste godine, u svibnju, unaprijeđen je u čin bojnika, dok čin potpukovnika dostiže u siječnju 1903. godine.
U studenom 1904. postaje zapovjednikom 1. bojne 6. landverske divizije smještene u Egeru tijekom koje službe je u siječnju 1906. promaknut u čin pukovnika. Od ožujka 1906. obnaša dužnost načelnika stožera X. korpusa na kojoj dužnosti se nalazi do listopada 1907. kada je imenovan voditeljem izobrazbe časnika Landwehra. U listopadu 1911. postaje zapovjednikom 11. brdske brigade u Tuzli uz istodobno promaknuće u čin general bojnika. Potom je u prosincu 1912. premješten na službu u Glavni stožer da bi u travnju 1913. bio raspoređen na službu u ministarstvo rata gdje se nalazi do siječnja 1914. kada je ponovno raspoređen na službu u Glavni stožer.

## Prvi svjetski rat
Tijekom Prvog svjetskog rata Kanik obnaša dužnost načelnika pozadinskog odjela Glavnog stožera. Na navedenoj dužnosti nalazi se do siječnja 1916. kada je pozadinski odjel reorganizacijom prestao postojati. U međuvremenu je, u siječnju 1915. promaknut u čin podmaršala. Od rujna 1916. raspoređen je na službu u ministarstvo rata da bi u siječnju 1917. bio imenovan glavnim inspektorom žandarmerije. Navedenu dužnost obnaša do veljače 1918. kada je imenovan zapovjednikom X. korpusa, koju dužnost obnaša kratko, do travnja te iste godine, kada je X. korpus raspušten. U svibnju 1918. unaprijeđen je u čin generala pješaštva

## Poslije rata
Nakon završetka rata Kanik je sa 1. siječnjem 1919. umirovljen. Međutim, stupio je u čehoslovačku vojsku gdje je imao čin umirovljenog generala 3 klase. Reorganizacijom vojnih činova u čehoslovačkoj vojsci, od prosinca 1927. imao je čin generala armije. Preminuo je 18. ožujka 1931. u 68. godini života u Marianskim Laznima.

## Vanjske poveznice
(njem.) Franz Kanik na stranici Biographien.ac.at

(eng.) Franz Kanik na stranici Armedconflicts.com